# Entre esquelas
Entre esquelas és una pel·lícula espanyola del 2012 dirigida per Adán Martín i rodada íntegrament al País Valencià, protagonitzada per Álex García Fernández (Tierra de Lobos), Marisol Membrillo (Bandolera), Saida Benzal (Águila roja) i Álvaro Báguena (Sin tetas no hay paraíso).

## Sinopsi
Víctor Heras és un jove periodista que treballa a un periòdic escrivint necrològiques i diversos articles de societat. Encara que ell, en realitat, somia amb ser escriptor. Un dia, descobreix una esquela publicada amb la seva pròpia signatura i decideix anar a l'enterrament. Allí coneixerà a una misteriosa dona: María Buccetti, una famosa actriu de cinema i teatre que ha decidit retirar-se dels escenaris amb una última obra, el clàssic Fedra. Des d'aquest mateix instant, una estranya atracció farà que Víctor vulgui saber més sobre ella.

## Repartiment
- Saida Benzal	 ...	Alicia
- Álvaro Báguena 	...	Tomás
- Álex García Fernández	...	Víctor
- Jaime Linares 	...	David
- Marisol Membrillo 	...	María

## Reconeixements
La pel·lícula va participar al Festival de Màlaga de 2009 on va rebre la bisnaga de plata al millor guionista novell i el premi de l'audiència. A la Mostra de València va ser guardonada amb el premi al millor guió i a la millor banda sonora, dins de la secció Cinema Valencià. Als XXII Premis de la Unión de Actores Álex Fernández va rebre el premi al Millor actor revelació.